# Mike van Beijnen
Johannes Hendrikus Josephus van Beijnen (Breda, 13 maart 1999) is een Nederlands voetballer die doorgaans als verdediger speelt.

## Carrière
Mike van Beijnen speelde in de jeugd van SAB, The Gunners, RBC Roosendaal en Willem II. In het seizoen 2018/19 speelde hij voor Jong NAC Breda. Zijn stiefvader, Ali Dursun, is de zaakwaarnemer van Frenkie de Jong. Nadat De Jong in 2019 naar FC Barcelona vertrok, maakte ook Van Beijnen transfervrij de overstap naar deze club. Hij sloot aan bij FC Barcelona B, waar hij een contract tot medio 2021 en een afkoopsom van honderd miljoen euro tekende. Hij kwam echter nooit in actie voor Barça B, en na een half jaar vertrok hij transfervrij naar het Turkse Gençlerbirliği SK. Hier tekende hij een contract voor anderhalf jaar. Hij debuteerde in het betaald voetbal op 19 juli 2020, in de met 2-0 verloren uitwedstrijd tegen Sivasspor. Na een half jaar maakte hij in 2020 samen met Mats Seuntjens, die ook door Dursun vertegenwoordigd wordt, de overstap naar Fortuna Sittard. Beiden tekenden een contract tot medio 2022 met een optie voor een extra seizoen. In het seizoen 2021-2022 wordt Van Beijnen verhuurd aan FC Den Bosch. Daar maakte hij zijn debuut op 6 augustus 2021 in de thuiswedstrijd tegen Helmond Sport (2-0). Van Beijnen verving in minuut 69 Sebastiaan van Bakel.
Op 3 juli 2023 werd bekend dat FC Emmen Van Beijnen gecontracteerd had. Op 28 juli 2023 werd zijn contract echter alweer ontbonden. Van januari tot juni 2024 stond hij onder contract bij Beerschot VA waar hij in een duel 18 minuten als invaller in actie kwam. Met de club vierde hij het kampioenschap in de Challenger Pro League. Op 3 februari 2025 sloot hij aan bij zijn oude club RBC Roosendaal die inmiddels als amateurclub in de Vierde divisie speelde. Op zes maart 2025 werd dit contract alweer ontbonden zonder dat hij in een competitieduel in actie wkam.

### Statistieken
| Seizoen                   | Club              | Land           | Competitie         | Competitie | Competitie | Beker | Beker | Totaal | Totaal |
| Seizoen                   | Club              | Land           | Competitie         | Wed.       | Dlp.       | Wed.  | Dlp.  | Wed.   | Dlp.   |
| ------------------------- | ----------------- | -------------- | ------------------ | ---------- | ---------- | ----- | ----- | ------ | ------ |
| 2019/20                   | FC Barcelona B    | Spanje         | Segunda División B | 0          | 0          | –     | –     | 0      | 0      |
| 2019/20                   | Gençlerbirliği SK | Turkije        | Süper Lig          | 1          | 0          | 0     | 0     | 1      | 0      |
| 2020/21                   | Fortuna Sittard   | Nederland      | Eredivisie         | 4          | 0          | 0     | 0     | 4      | 0      |
| 2021/22                   | FC Den Bosch      | Nederland      | Eerste Divisie     | 28         | 0          | 1     | 0     | 29     | 0      |
| Carrièretotaal            | Carrièretotaal    | Carrièretotaal | Carrièretotaal     | 33         | 1          | 1     | 0     | 34     | 1      |
| Bijgewerkt op 10 mei 2022 |                   |                |                    |            |            |       |       |        |        |